# Тарский, Николай Николаевич
Николай Николаевич Тарский (1924—1962) — советский спортсмен и тренер, а также спортивный организатор.

## Биография
Родился 8 мая 1924 года в Батагайском наслеге Усть-Алданского района Якутской АССР. 
В 1948 году поступил в Государственный Центральный ордена Ленина институт физической культуры (ГЦОЛИФК). Во время учебы в вузе Николай стал известен как один из лучших студентов-общественников. Также занимался спортом, став чемпионом института по классической борьбе, а на национальном празднике ысыах становился победителем в прыжках «куобах». Кроме этого имел первый разряд по боксу, самбо, вольной и классической борьбе, увлекался лыжами и гимнастикой, хорошо играл в волейбол. 
По окончании вуза в 1954 году Тарский вернулся на родину в Якутию и через год был назначен председателем республиканского комитета по физической культуре и спорту. За четыре года работы ему удалось совершить значительные преобразования в физкультуре и спорте Якутской АССР. Уже в 1956 году в столице республики был проведен первый чемпионат по вольной борьбе, где Николай Тарский был главным судьёй. В 1955 году он организовал секцию по вольной борьбе в Якутском педагогическом институте (ныне Северо-Восточный федеральный университет). Для подготовки местных тренерских кадров, Тарский приглашал для проведения семинаров борцов, чемпионов СССР из Москвы — Ивана Морозова, Арташеса Карапетяна, Владимира Гуляева. В это время свою тренерскую деятельность начал будущий заслуженный тренер СССР Дмитрий Коркин.
В 1960 году первым мастером спорта СССР по вольной борьбе стал ученик Тарского — Дмитрий Данилов. В этом же году первым мастерский норматив по боксу выполнил Артем Никифоров.
В 1960 году Николай Тарский занялся общественной деятельностью — был направлен партией в Усть-Майский район председателем райисполкома. На следующий год поступил в Высшую партийную школу в Москве, где погиб 8 декабря 1962 года — выходя из автобуса он попал под колеса такси. Был похоронен на Вилюйском кладбище в Якутске.

## Награды
- Медаль «За трудовую доблесть» (27.04.1957) — «за успехи, достигнутые в деле развития массового физкультурного движения в стране, повышения мастерства советских спортсменов, и успешное выступление на международных соревнованиях»

## Память
- Ежегодно в республике Республики Саха (Якутия) проводится чемпионат по вольной борьбе памяти Николая Тарского.
- В 2015 году в Якутске на стадионе «Туймаада» состоялась церемония открытия мемориальной доски в честь Николая Тарского.[3]
- В 2016 году перед стадионом «Туймаада» установлен бюст Николая Николаевича Тарского.[6]